# Ruská Volová, Snina
Ruská Volová este o comună slovacă, aflată în districtul Snina din regiunea Prešov. Localitatea se află la altitudinea de 248 m deasupra n.m., se întinde pe o suprafață de 13,07 km2 și în 2017 număra 97 de locuitori. Se învecinează cu Ulič, Brezovec, Ubľa și Klenová.

## Istoric
Localitatea Ruská Volová este atestată documentar din 1609.

## Demografie
| An:                | 1994 | 2004    | 2014    | 2024    |
| ------------------ | ---- | ------- | ------- | ------- |
| Număr de persoane: | 162  | 129     | 103     | 74      |
| Diferență:         |      | −20,37% | −20,15% | −28,15% |

| An:                | 2023 | 2024   |
| ------------------ | ---- | ------ |
| Număr de persoane: | 75   | 74     |
| Diferență:         |      | −1,33% |